# Emilio Vidal
Emilio Vidal (nascido em 2 de abril de 1929) é um ex-ciclista venezuelano. Competiu representando a Venezuela nos Jogos Olímpicos de 1960 em Roma, onde foi o 62º colocado na prova de estrada.